# Pastoral heroica

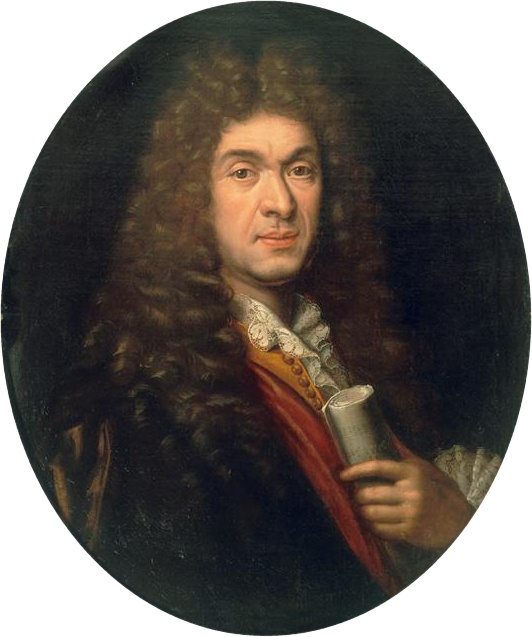
Jean-Baptiste Lully per Paul Mignard

La pastoral heroica (en francès, pastorale héroïque) és una peça lírica destinada a l'escena, practicada a la França dels segles xvii i xviii.
El seu esperit i principis són propers als de la tragédie lyrique. Se'n distingeix, però, per un caràcter més lleuger i un nombre d'actes reduït (en general, tres). Els arguments permeten posar en escena déus i herois de la mitologia grecoromana clàssica (d'aquí el seu nom), amb una intriga generalment centrada en els sentiments amorosos.
Les pastorals heroiques més conegudes són degudes a Lully (Acis et Galatée) i Rameau (Zaïs, Naïs, etc.), però aquest gènere també va ser practicat per molts dels seus contemporanis, com ara Anne Danican Philidor.